# 릭 아빌스
릭 아빌스(Rick Aviles, 1952년 10월 14일 ~ 1995년 3월 17일)는 미국의 배우, 희극 배우, 영화배우이다.
맨해튼에서 태어났으며 로스앤젤레스에서 사망하였다.

## 영화
- 조의 아파트 (1996년)
- 워터월드 (1995년)
- 미래의 묵시록 (1994년)
- 세인트 오브 뉴욕 (1993년) - 로사리오 역
- 칼리토 (1993년)
- 대부 3 (1990년)
- 사랑과 영혼 (1990년) - 윌리 로페즈 역
- 미스테리 트레인 (1989년)
- 스트리트 스마트 (1987년)
- 나의 성공의 비밀 (1987년)
- 캐논볼 (1981년)